# Night Beat (Tito Puente)
Night Beat è un album di Tito Puente, pubblicato dalla RCA Victor nel 1957.

## Tracce
Lato A
1. Night Beat – 2:57 (Eddy Manson)
2. Mambo Beat – 4:10 (Tito Puente)
3. Sea Breeze – 3:22 (Michael Bearden, Larry Douglas, Norman)
4. Emerald Beach – 3:32 (Marty Holmes)
5. The Late, Late Scene – 2:53 (Ahmad Kharab Salim)
6. Carioca – 2:17 (Edward Eliscu, Gus Kahn, Vincent Youmans)

Lato B
1. Night Ritual – 7:15 (Tito Puente)
2. Malibu Beat – 2:29 (Tito Puente)
3. Flying Down to Rio – 2:29 (Edward Eliscu, T.B. Hams, Gus Kahn, Vincent Youmans)
4. Night Hawk – 2:32 (Ahmad Kharab Salim)
5. Live a Little – 2:51 (Ahmad Kharab Salim)

## Musicisti
- Tito Puente - timbales, vibrafono
- Jimmy Frisaura - tromba
- Carl "Doc" Severinsen - tromba
- Francis Williams - tromba
- Gene Rapetti - tromba
- Myron D. Shain - tromba
- John Frosk - tromba
- Morty Trautman - trombone
- Bob Ascher - trombone
- Eddie Bert - trombone
- Sonny Russo - trombone
- Allen Lehvterd - sassofono
- Joseph Grimaldi - sassofono
- Gene Zuizz - sassofono
- Martin Holmes - sassofono
- Gene Quill - assofono
- Alvin Gellers - pianoforte
- Howard Collins - chitarra
- Barry Galbraith - chitarra
- Bobby Rodriguez - contrabbasso
- Ted Summer - batteria
- James William Cobb - batteria
- Mongo Santamaría - congas
- Julio Basabe Collazo - congas
- Willie Bobo - bongos